# The Blue Edge of Midnight
O Lado Sombrio da Meia-Noite (no original, The Blue Edge of Midnight) é um romance policial e primeiro livro do autor estadunidense Jonathon King.

## Enredo
Quando Max Freeman mata, em legítima defesa, um garoto de doze anos, ele tem certeza de que sua vida acabou. Perde seu emprego de policial e se refugia nos confins da Flórida, não tendo um amigo, não atendendo ao telefone, não falando com mais ninguém, a não ser os seus próprios demônios, que atormentam sua consciência 24 horas por dia. Não podia descer mais baixo. Max Freeman estava enganado. Um dia ele descobre o cadáver de uma criança assassinada. Os vizinhos acham que Max é um homem muito estranho, e a polícia começa a suspeitar do caso anterior. O seu passado vira presente, e ele descobre que o fundo do poço é ainda mais embaixo.